# Бохељов
Бохељов (слч. Boheľov, мађ. Bögellő) насељено је мјесто са административним статусом сеоске општине (слч. obec) у округу Дунајска Стреда, у Трнавском крају, Словачка Република.

## Становништво
| Година:    | 1994. | 2004.   | 2014.   | 2024.   |
| ---------- | ----- | ------- | ------- | ------- |
| Број људи: | 371   | 365     | 346     | 355     |
| Разлика:   |       | -1,61 % | -5,20 % | +2,60 % |

| Година:    | 2023. | 2024.   |
| ---------- | ----- | ------- |
| Број људи: | 357   | 355     |
| Разлика:   |       | -0,56 % |

Према подацима о броју становника из 2011. године насеље је имало 350 становника.